# Da Lat Universitet
Da Lat Universiteit (vietnamesisk: Đại học Đà Lạt; tidligere Viện Đại học Đà Lạt) er Vietnams næstældste universitet. Det ligger i Da Lat og blev grundlagt i 1957.